# Divertissement sur des thèmes de « La sonnambula » de Bellini
Le Divertissement sur des thèmes de « La sonnambula » de Bellini est une œuvre de musique de chambre pour piano et accompagnement du compositeur russe Mikhaïl Glinka, écrite en 1832.

## Contexte et création
Mikhaïl Glinka compose son Divertissement en 1832, fier du succès de sa Sérénade sur des thèmes d'Anna Bolena. C'est une pièce de bravoure, à l'image de la Sérénade. L'œuvre est créée le 8 juillet 1832 à Milan et édité par Casa Ricordi. L'œuvre est ensuite éditée à Moscou en 1951 dans sa version pour piano, quatuor à cordes et contrebasse, forme qui est désormais habituelle.

## Analyse
L'œuvre est constituée de quatre épisodes enchaînés, prenant appuis sur les moments les plus dramatiques de l'opéra La sonnambula de Vincenzo Bellini.